# Jesús Garzón Heydt
Jesús "Suso" Garzón Heydt (Sopeña de Cabuérniga, 11 de marzo de 1946-Sopeña de Cabuérniga, 24 de diciembre de 2023), fue un naturalista y conservacionista español, pionero y referente del ecologismo y de la conservación de la naturaleza en España que impulsó la creación del parque nacional de Monfragüe y la recuperación de la trashumancia.

## Biografía
Nació en Madrid en 1946. De padre cacereño y madre de raíces alemanas y comillanas, vivió entre Cantabria, Extremadura y Madrid. Desde niño tuvo un contacto directo con la trashumancia. Su camino al colegio en Lagasca por el parque Retiro, lo hacía encontrarse en la Puerta de Alcalá con las ovejas que subían en primavera hacia Guadalajara o que volvían en otoño a pastar a Toledo o Extremadura.

### Trayectoria naturalista y ecologista
Inició estudios de Biología, Veterinaria y Geografía e Historia en la Universidad de Madrid, pero los dejó para dedicarse al estudio y protección de especies de la fauna española amenazadas de extinción. En 1965 empezó a trabajar con Félix Rodríguez de la Fuente como ayudante de cetrero y posteriormente colaboró en sus enciclopedias de la Fauna. Ello le facilitó una independencia económica que le permitió dedicarse totalmente a la investigación de la fauna amenazada. Sus excelentes trabajos le aportan ya en esta época un cierto renombre como naturalista. Fue colaborador y amigo de biólogos y naturalistas como José Antonio Valverde, Javier Castroviejo y Félix Rodríguez de la Fuente.
Comenzó a recorrer Extremadura de forma sistemática en 1966, para estudiar su fauna amenazada, principalmente linces, águilas imperiales, buitres, cigüeñas negras y avutardas. Aún no había comenzado la gran emigración y los pueblos bullían de gente y de criaturas, y también las fincas con sus poblados de chozos, habitados en invierno por cabreros y pastores trashumantes. Tras la Sierra de Gata, donde pasaba sus vacaciones en casa de su familia paterna, la Sierra de San Pedro fue su primer gran descubrimiento, con sus lobos, águilas imperiales y colonias de buitres negros. Durante todo este tiempo convivió con alimañeros, cazadores furtivos, pastores,quienes fueron puntales para el estudio y la conservación de la Naturaleza en Extremadura, y por tanto en España y en toda Europa.
Comenzó a trabajar en conservación en los años 70 del siglo XX cuando el Fondo Mundial para la Naturaleza (WWF) le dio una subvención para estudiar la fauna amenazada en la Península, como la cigüeña negra (1971), el urogallo y el águila imperial (1972), el lince ibérico (1975), el oso en la Cordillera Cantábrica (1979), censos de avutardas (1982). Ese conocimiento pionero permitió poner en marcha las primeras medidas para su conservación y le hizo merecedor desde muy joven de la amistad de Félix Rodríguez de la Fuente y del respeto de los mejores biólogos y científicos, por el conocimiento de la vida salvaje que demostraba.

### Impulso del parque natural de Monfragüe
A mediados de los sesenta, el enclave natural de Monfragüe, era por entonces casi desconocido. Había una de las mayores colonias de buitre negro que estaba a punto de desaparecer por completo debido a que excavadoras del Instituto Nacional para la Conservación de la Naturaleza (ICONA) pretendían arrasar las laderas dónde el río Tajo se junta con el Tietar, arrancando alcornoques, acebuches y jaguarzos para sustituir el bosque autóctono por monótonos eucaliptales. Garzón se trasladó a vivir a Monfragüe con su familia, arrendó fincas; se enfrentó, en solitario al ICONA, la industria papelera, y los terratenientes y alcaldes de varios municipios cacereños; y consiguiendo apoyos dentro y fuera de España procedentes del mundo científico y conservacionista, consiguió detener los aterrazamientos y que Monfragüe fuera declarado parque natural en 1979, en uno de los últimos consejos de ministros de Adolfo Suárez como presidente del Gobierno de España. Impulsó también la creación en 1983 la del Parque natural Oyambre en Cantabria. Colaboró en la creación de los parques de Cabañeros y Somiedo.
Desde 1984 a 1987 fue director general de Medioambiente en la Junta de Extremadura. Su departamento fue el primero en aunar todas las competencias de Medio Ambiente y de Conservación de la naturaleza, sirviendo de modelo para todo el país. Hizo historia al ser el primer conservacionista en dirigir una administración y lograr situar a la desconocida región de Extremadura en lo más alto del mapa de la biodiversidad de Europa. Pero tres años después dimitió, y abandonó los despachos para volver al activismo y al campo.

### Trayectoria asociativa
Participó en la fundación de algunas de las principales organizaciones de defensa de la naturaleza como WWF, Seo/Birdlife, ADENEX en Extremadura, ARCA en Cantabria, la CODA o el Fondo Patrimonio Natural, que en los años de desarrollismo libraron infinidad de batallas para salvar de las máquinas y el cemento muchas de las joyas naturales con las que por suerte hoy contamos en España. Suso fue un maestro y un referente para muchas de las personas que lideran la defensa del medio ambiente y que pudieron conocerle y aprender con él.

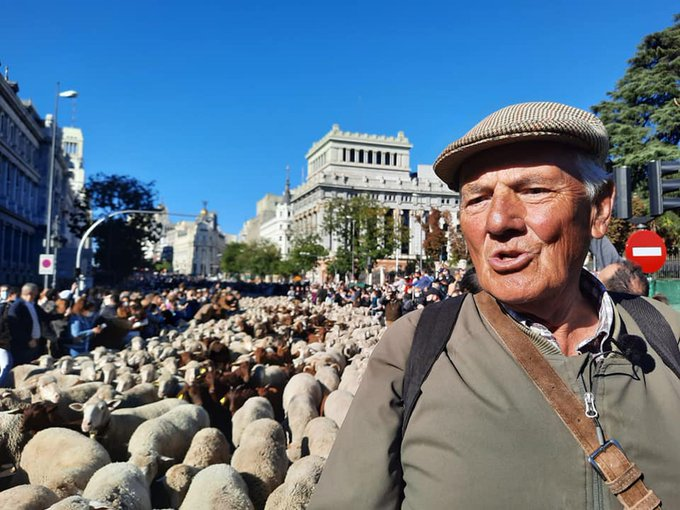
Garzón trashumante en las calles de Madrid

### Recuperación de la trashumancia
Garzón fue impulsor de la recuperación de la trashumancia a pie para reivindicar el valor ambiental de esta actividad milenaria que es responsable de los paisajes de la península ibérica por el impacto de los rebaños en el ‘transporte’ de biodiversidad desde tiempo inmemoriall. La recuperación de la trashumancia tradicional en España desde las dehesas de Extremadura hasta las montañas de Castilla y León fue uno de los grandes hitos en su trayectoria.
Fue clave en la recuperación de las vías pecuarias, la ganadería extensiva y la defensa de los últimos trashumantes frente al modelo de ganadería industrial. Defendía el pastoreo estacional como una pieza clave de la cultura y de la historia que había que rescatar. Los 125.000 kilómetros de vías pecuarias los defendía como una infraestructura única en el mundo y un arma estratégica para mitigar el cambio climático, para producir alimentos de calidad reduciendo el consumo de agua, piensos y energía, y para combatir el abandono rural y el desmoronamiento de la cultura tradicional.
Para ello fundó organizaciones conservacionistas enfocadas a este objetivo. En 1992, la Asociación Concejo de la Mesta con el Proyecto 2001, para la conservación de la Red Nacional de Vías Pecuarias (cañadas, cordeles y veredas). Con la ayuda de algunos ganaderos entusiastas recuperaron las antiguas culturas pastoriles trashumantes recorriendo de 1993 a 1998, unos 10.000 kilómetros de cañadas prácticamente abandonadas desde hacía medio siglo, poniendo de manifiesto la necesidad de conservar y restaurar las vías pecuarias por su gran importancia para la ganadería española, pero también por su interés social, cultural y ecológico como gran ejemplo de desarrollo sostenible para las generaciones futuras.
La gran repercusión que tuvo el Proyecto 2001, impulsó la protección legal de la red de cañadas, acelerando la aprobación de la Ley 3/1995 de Vías Pecuarias, en marzo de 1995, como paso fundamental para la recuperación y conservación de las vías pecuarias, que fueron y son objeto de la apropiación ilegal y consiguiente destrucción de un bien público de incalculable valor. En 1997 fue fundador de la asociación Trashumancia y Naturaleza, pionera en reclamar la trashumancia como herramienta de lucha contra el cambio climático y protectora de la biodiversidad.
Garzón se convirtió en un pastor más que, durante 30 años, con rebaños de ovejas, cabras o vacas realizaban la trashumancia en busca de nuevos pastos entre Andalucía y Teruel o entre las dehesas de Extremadura y los puertos de León. Testimonio de ese logro son las fiestas de la trashumancia organizadas por la Asociación Trashumancia y Naturaleza en colaboración con el Ministerio de Agricultura y el Ayuntamiento de Madrid, durante las que los rebaños de ovejas y cabras invaden el centro de la capital, en cumplimiento de la Ley 3/95 de vías pecuarias que ese día los pastores tienen prioridad de paso,  procedentes de los Montes de León, Palencia o Cantabria, para trasladarse después al Parque Nacional de Monfragüe, o las dehesas del sur.
Trashumar por el paseo de la Castellana madrileño cada otoño es un recordatorio de que antes que fuera gran avenida urbana, fue cañada real, y del derecho ancestral de los rebaños sobre los coches a transitar. Solo la enfermedad le retiró, por primera vez, su presencia en 2023, pero que su Asociación Trashumancia y Naturaleza fue representada con su rebaño de 1.200 ovejas Merinas y cabras retintas por la mayorala y su compañera de proyectos de sus últimos 19 años, Marity González. Garzón destacó que la de 2023 era una fiesta de la trashumancia especial, la primera vez que la organizaba una mujer, celebrada en Madrid el 22 de octubre, ya que se cumplían los 750 años desde que Alfonso X el Sabio creara el Concejo de la Mesta y se cumplían 30 ediciones de la Fiesta de la Trashumancia para poner en valor el oficio.

## Obra
Autor de cientos de publicaciones científicas con trabajos pioneros sobre la fauna ibérica. Sus primeros trabajos de investigación estuvieron dedicados a la cigüeña negra, el urogallo y la fauna del área metropolitana de Madrid.
Participó con Félix Rodríguez de la Fuente en las enciclopedias sobre fauna y en la serie para televisión El Hombre y la Tierra.
Participó también en la elaboración del censo del lobo y de distintos programas de protección de especies, así como en la reintroducción de buitres negros, leonados y alimoches y en la prevención de daños por zorros, lobos y osos a la ganadería extensiva con la distribución gratuita a los ganaderos de perros mastines.

## Premios y reconocimientos
- 1984 Premio Europa Nostra por la protección del Parque Natural de Monfragüe.[27]
- 1993 Premio Castilla y León de Protección del Medio Ambiente.[28]
- 1998 Premio Investigación Sociedad Geográfica Española (SGE).[4]
- 2009 Premio de la Fundación Fondo para la Protección de la Naturaleza (FONDENA) en consideración a su contribución importante para la conservación de la fauna en España, así como a su trayectoria de defensa del medio ambiente.[29]
- 2011 I Premio Jane Goodall de la Conservación y Ética Medioambiental.[30]
- 2013 Primer “Candil de la Dehesa” concedido por el Ayuntamiento de Arroyo de la Luz junto con Andrés Rodríguez y Ángel Rodríguez, por ser quienes, en los años 70, comenzaron a trabajar para que Monfrague fuera un espacio natural protegido.[31][32]
- 2014 Premio de la Fundación BBVA a la Conservación de la Biodiversidad.[33]
- 2019 Premio Orgullo Rural 2019, de la Fundación de Estudios Rurales por ser paradigma del ecologismo sostenible y el mayor defensor de la Trashumancia en España.[34]
- 2022 Premio Emprendedor Social Ashoka.[13][35]
- 2024 Premio 25 de marzo de 2024 de la Asociación 25 de marzo (póstumo).[36]
- Un parque de Torrejón el Rubio lleva su nombre.[37]
- 2025 Centro de Visitantes Norte de Monfragüe se pasó a denominar Centro de Visitantes Jesús Garzón.[38]

## Vida personal
Su compañera de vida fue Isabel Bermejo, con quien se casó y tuvieron sus dos hijos, Mar y Pablo.